# 监狱暴力

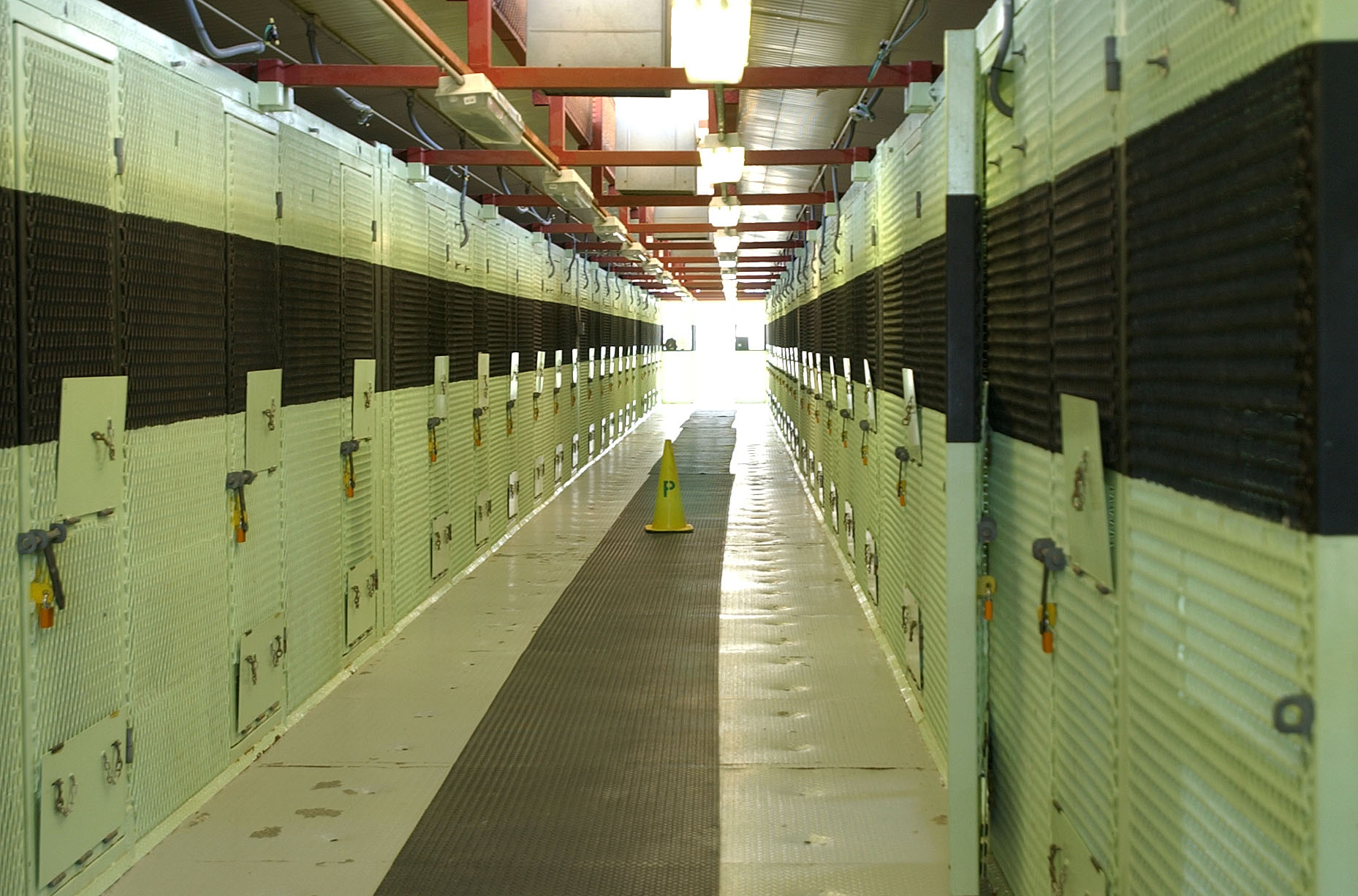
关塔那摩湾拘押中心德尔塔营 (关塔那摩湾)的典型牢房区

监狱暴力是发生在监狱内的暴力行为，由于监狱中囚犯的犯罪背景各异，且势力与权力动态复杂，所以监狱内发生的暴力事件并不少见。监狱内发生的暴力事件主要分为三种类型：囚犯之间互相攻击、囚犯与狱警之间互相攻击，以及囚犯的自伤行为，这些事件可能是一时冲动的自发行为，也可能是经过精心策划和预谋的事件，帮派斗争、监狱过度拥挤或轻微纠纷等因素，都有可能导致暴力发生。
监狱管理部门会试图通过积极主动的方式，来避免和处理此类情况，通常采取的措施包括：将暴力罪犯和帮派头目单独监禁、严格审查每位囚犯的背景，以确定适合在何处牢房以维持平衡、减少盲区，以及对狱警进行相关的培训和教育。 然而，监狱暴力问题仍然常被忽视，这将可能导致严重的伤亡。